# Kjeld Johannesen
Kjeld Johannesen (født 6. marts 1953 i Bedsted) er en dansk afsætningsøkonom, der siden 1990 har været administrerende direktør for slagterivirksomheden Danish Crown.
Johannesen begyndte som kontorelev på Sydthy Andels-Svineslagteri i Hurup fra 1971 til 1973 og har senere gennemført en højere handelseksamen og en HD i afsætningsøkonomi fra Handelshøjskolen i København. Efter mange års ansættelse i branchen blev han i 1988 administrerende direktør for slagterivirksomheden Wenbo. Wenbo indgik sammen med Tulip og Østjyske Andelsslagterier i Danish Crown i 1990, og her fortsatte Johannesen som administrerende direktør. 
Johannesen er generalkonsul for Japan og har siden 1. april 2012 været medlem af Danmarks Nationalbanks repræsentantskab. Siden 3. januar 2003 har han været Ridder af Dannebrog.